# Club Deportivo Defensor Casablanca
Club Deportivo Defensor Casablanca är en fotbollsklubb från Casablanca utanför Valparaíso i Chile. Klubben grundades 1919, den 17 oktober, och har som bäst spelat i den tredje högsta divisionen per 2011. I den tredje högsta divisionen spelade klubben mellan 1981 och 1994 samt säsongen 2004.